# Australská deska

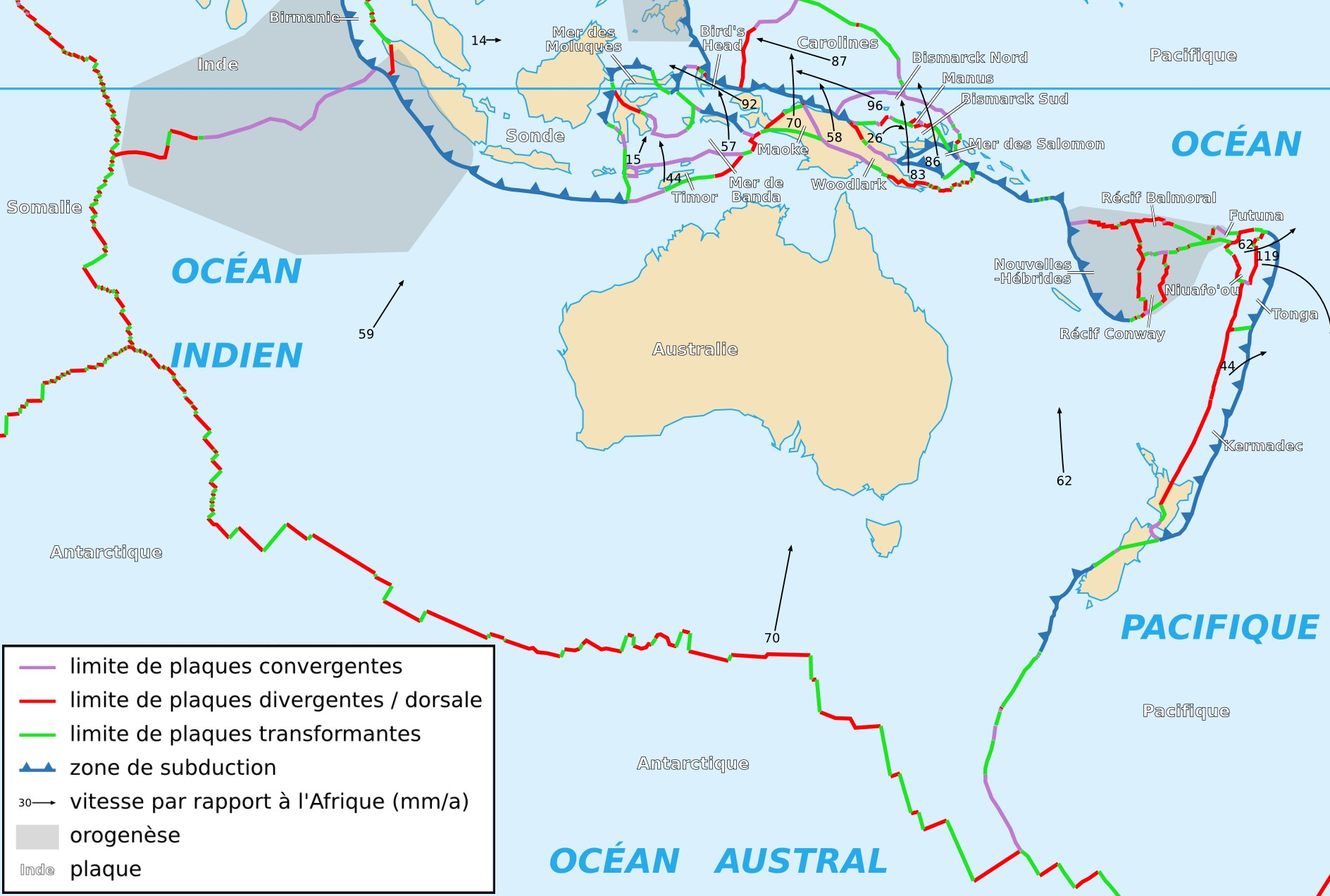
Australská deska

Australská deska (někdy[zdroj⁠?!] označována jako indoaustralská deska) je tektonická deska nacházející se současně na jižní polokouli Země, na které se nachází kontinent Austrálie a okolní přilehlé oceány (Indický, Jižní a Tichý oceán). Moderní výzkumy naznačují, že by se Australská deska mohla nacházet v procesu rozpadu na dvě menší desky jako důsledek srážky s Eurasijskou deskou.
Deska vznikla rozpadem z Gondwany.